# Chishui (köpinghuvudort i Kina, Jiangxi Sheng, lat 26,70, long 116,36)
Chishui är en köpinghuvudort i Kina. Den ligger i provinsen Jiangxi, i den sydöstra delen av landet, omkring 230 kilometer söder om provinshuvudstaden Nanchang. Antalet invånare är 19 387. Befolkningen består av 9 222 kvinnor och 10 165 män. Barn under 15 år utgör 21,0 %, vuxna 15-64 år 70 %, och äldre över 65 år 8,0 %.
Runt Chishui är det ganska tätbefolkat, med 166 invånare per kvadratkilometer. Närmaste större samhälle är Xujiang, 15,9 km norr om Chishui. I omgivningarna runt Chishui växer huvudsakligen savannskog.
Genomsnittlig årsnederbörd är 2 261 millimeter. Den regnigaste månaden är maj, med i genomsnitt 345 mm nederbörd, och den torraste är oktober, med 22 mm nederbörd.